# Gelasma melancholica
Gelasma melancholica är en fjärilsart som beskrevs av Louis Beethoven Prout 1912. Gelasma melancholica ingår i släktet Gelasma och familjen mätare. Inga underarter finns listade i Catalogue of Life.